# Бланш Кастилска
Вижте пояснителната страница за други личности с името Бланш.
Бланш Кастилска (на френски: Blanche de Castille; * 4 март 1188, Паленсия, Испания; † 27 ноември 1252, Мелюн, Франция) е кралица на Франция (1223 – 1226), съпруга на крал Луи VIII.

## Произход и брак
Тя е трета дъщеря на краля на Кастилия Алфонсо VIII и Елеонор Платагенет Английска. По майчина линия е внучка на Алиенор Аквитанска и Хенри II.
През 1200 г. Бланш се омъжва за Луи, наследник на френския престол, син на краля на Франция Филип II и Изабела от Хенегау.

## Кралица на Франция и регент
Коронясана е в Реймс на 6 август 1223 година, заедно със съпруга си Луи VIII Френски. Луи тръгва на кръстоносен поход срещу албигойците в Южна Франция, при който умира. Бланш става регент на непълнолетния си син Луи IX в периода 1226 – 1236.
След завършването на албигойските войни в качеството на регент сключва Парижкия мир през 1229 година, по който е присъединена част от областта Лангедок. Потушава ѝ въстанието на „Пастирчетата“.
Дори и след като навършва пълнолетие, крал Луи ІХ ѝ предоставя вземането на важни държавни решения като ѝ поверява отново управлението на Франция по време на участието си в Седми кръстоносен поход (1248 – 1252) г. По време на това регентство, тя умира.

## Брак и деца
Бланш и Луи имат 13 деца, от които доживявяват до зряла възраст седем:
- Бланш (1205 – 1206);
  - Агнес (1207 – млад);
  - Филип (9 септември 1209 – юли 1218), женен от 1217 за Агнес, графиня де Донзи;
  - Близнаци Алфонс и Йоан (*/† 23 януари 1213);
  - Луи IX (25 април 1214 – 25 август 1270), крал на Франция (1226 – 1270);
  - Робер I Артоа (септември 1216 – 9 февруари 1250). Основател на династията Артоа прекъсната в 1472 г. Различни представители са графове на Артоа, Бомон, с активно участие в политическия живот на Франция, Навара, Неапол, Бургундия. Граф Артоа, загива при Седмия кръстоносен поход при Мансур, Египет.
  - Филип (2 януари 1218 – 1220);
  - Жан Тристан (21 юли 1219 – 1232), граф Анжу и Мен;
  - Алфонс (11 ноември 1220 – 21 август 1271), граф Поатие и Оверн, по линия на съпругата си Жана Тулузка последен граф на Тулуза;
  - Филип Дагобер (20 февруари 1222 – 1232);
  - Изабел Френска (14 април 1225 – 23 февруари 1269), монахиня в Лоншан;
  - Карл I Анжуйски (21 март 1226 – 7 януари 1285), граф Анжу и Мен; чрез брака с Беатрис Прованска става през 1246 година граф на Прованс. През 1266 година завоюва Сицилианското кралство. В резултат на Сицилианската вечерня (1282) губи Сицилия, оставайки само крал на Неаполитанското кралство.

## Интересни факти
Кралицата се смята за изобретателка на перуката.